# Luis Pereira
Luis Pereira Severo (Paso de los Toros, Tacuarembó, 1956) es un poeta, gestor cultural y periodista uruguayo.

## Biografía
Como editor de poesía, fue coeditor, entre 1996 y 2022, de la colección Civiles iletrados. Formó parte de la redacción de las revistas Nexo (1975), Destabanda (1977-1979), Cuadernos de Granaldea (1980-1983) y Tranvías & Buzones (1987 a 1988). En 1988 integró el grupo literario «Fabla», junto a Víctor Cunha, Elder Silva, Atilio Duncan Pérez («Macunaíma»), Aldo Mazzucchelli, Jorge Luis Hernández, Edgar Sención, Rafael Courtoisie y Eduardo Darnauchans. Fabla realiza numerosas presentaciones destacándose “Los Ciegos de Brueghel” en la Feria de Libros y Grabados del Parque Rodó, “Alimento esencial” cuando se deglutieron extensos trozos de la Leyenda Patria de Zorrilla de San Martín - en el Parque Hotel, en ocasión de la visita de Juan Gelman y Raul Zurita (Que hacer por amor al arte) -, “Para no morder el polvo”, acto artístico contra la contaminación ambiental en Sayago Norte (junto a Clemente Padín).
En 1990 fue coorganizador de Cultura de miércoles, ciclo de recitales de poesía pub Amarcord de Montevideo.
Desempeñó tareas periodísticas y ha colaborado en varios medios uruguayos, entre ellos Brecha, el suplemento cultural del diario «La Hora», «Estediario» y "Siete días" de Maldonado. Desde julio de 2005 a julio de 2015 se desempeñó como Director de Programación Cultural de la Intendencia de Maldonado. Como tal fue coordinador de las primeras ocho ediciones del Encuentro de Escrituras de Maldonado - jornada de lecturas y diálogos con presencia de autores latinoamericanos - , entre 2006 y 2014.
Desde 1999 y hasta 2001 participó del Taller Literario Virtual de Mario Levrero. Egresado en 2016 del posgrado Escrituras: creatividad humana y comunicación, FLACSO, Bs. As., Argentina. 
Es Magíster en Políticas Culturales por el Centro Universitario Regional Este, CURE-UDELAR, y Especialista en Gestión Cultural, egresado de la primera generación de la Especialización de Gestión Cultural de la Universidad de la República, UDELAR. 
Ha participado como invitado en festivales de poesía y ferias de Rosario, Córdoba, Bahía Blanca, Asunción, Buenos Aires, La Habana, Salto, San José, Fray Bentos, Lago Merín y Montevideo. En 2012 participó como poeta invitado del proyecto Altavoz Poesía Parlante, muestra de poesía propalada a través de altoparlantes en vía pública en la ciudad de Colonia. En 2009 y 2013 fue seleccionado para integrar la muestra Zona Poema, festival urbano poético de Montevideo.
En 2001 y 2008 obtuvo menciones en el concurso de Poesía Inédita de la Intendencia de Montevideo, con 'Cumbia Villera' (incluido en Manual para seducir poetisas) y 'Pabellón patrio, serie de relatos íntimos' respectivamente. 
Integra las antologías "La noche amarilla. 33 + 1 voces de la poesía uruguaya actual", Círculo de poesía, 2020, selección Marisa Martínez Pérsico, Nada es igual después de la poesía, cincuenta poetas uruguayos del medio siglo, 1955-2005 (2005) y La confabulación de las arañas, Detodoslosmares, Córdoba, Argentina, 2018. Textos suyos forman parte de "Los hijos de Putin", colectivo de varios autores, Cartonerita NiñaBonita, Zaragoza, España, 2018. 
Con la primera edición de Poemas para mi novia extranjera, publicada por VOX de Bahía Blanca (Argentina) en 2015, obtuvo el Premio Nacional de Literatura – poesía édita, MEC - en 2017.
En 2018 obtuvo la primera mención en el concurso de poesía Onetti de la Intendencia de Montevideo, con Poemas para leer en una pantalla de 5”.
En 2023 con Otros poemas sucios, manual de castellano estándar, obtuvo el tercer premio de Letras del MEC.
De 2022 a 2024, junto a Ignacio Fernández de Palleja, Johanna Holt, Servando Valero y Sebastián Nuñez, fue coorganizador del Festival Maldonauta de literatura, en la ciudad de Maldonado, Uruguay.

## Obras
- Murallas (Libros de Granaldea. 1980)
- Señales para una mujer (Ediciones Programa, 1985 - 2ª edición La Tinta del Alcatraz, Toluca, México. 1993)
- Memoria del mar (Destabanda. 1988)
- Poemas de acción y mujeres delgadísimas (Ediciones de Uno. 1992)
- Retrato de mujer azul (Civiles Iletrados. 1998)
- Manual para seducir poetisas (Civiles Iletrados. 2004)
- Pabellón patrio, serie de relatos íntimos (Yaugurú. 2009)
- Fenómenos de animación bailable, antología personal (Trópico Sur Editor, mini libros 50, 2011)
- Fenómenos de animación bailable, antología personal, e book (Determinado Rumor Archivado el 4 de marzo de 2016 en Wayback Machine., Buenos Aires, Argentina, 2015)
- Poemas para mi novia extranjera, milonga rioplatense (Vox, Bahía Blanca, Argentina. 2015), 2ª y 3ª edición civiles iletrados, Montevideo, 2018
- Poemas para leer en una pantalla de 5 " (Intendencia de Montevideo, 2019)
- Otros poemas sucios, manual de castellano estándar (Yaugurú, 2022).